# Castillo de Björnstorp
El Castillo de Björnstorp (en sueco: Björnstorp slott) es una mansión en el municipio de Lund, Escania, Suecia. Fue construido en 1752 y reformado en 1860-1880, alcanzando su apariencia final en 1868, por el arquitecto Helgo Zettervall (1831-1907).

## Historia
Björnstorp es mencionado en 1568, cuando fue concedido a Mikkel Pedersen Gönge por la corona. Después de esto, fue propiedad de varios miembros de la nobleza local danesa. En 1725, la finca fue adquirida por la condesa sueca Christina Piper (1673-1752). En ese momento era solo una pequeña propiedad, ella la agrandó en una mansión: el actual edificio señorial es de 1752. En 1754, la hija de Christina Piper, Hedvig Maria Sture, lo vendió al barón Fredrik Gustav Gyllenkrok de Svenstorp, y desde entonces ha sido propiedad de la familia Gyllenkrok. Entre 1780 y 1799, fue el hogar de la artista Charlotta Cederström (1760-1832) casada con el barón Axel Ture Gyllenkrok. Björnstorp fue redecorado a su presente exterior por Helgo Zettervall en 1868.